# Onthophagus fuscidorsis
Onthophagus fuscidorsis là một loài bọ cánh cứng trong họ Bọ hung (Scarabaeidae).